# Jonathan Guinness, III barone Moyne
Jonathan Bryan Guinness,  III barone Moyne (Londra, 16 marzo 1930), è un pari e imprenditore britannico. Membro della famiglia Guinness, è il maggiore dei due figli maschi di Bryan Guinness, II barone Moyne, e della sua prima moglie Diana Mitford (poi Lady Mosley), e fino al suo pensionamento fu un banchiere mercantile per Messrs Leopold Joseph.

## Infanzia
Guinness fu educato all'Eton College e all'università di Oxford. Ha lavorato come giornalista e poi come banchiere mercantile. Dal 1970 al 1974 è stato consigliere della contea di Leicestershire.

## Partito conservatore
Guinness si presentò due volte senza successo come candidato parlamentare per il Partito Conservatore, sia alle elezioni suppletive di Lincoln del 1973 (note per l'elezione di Dick Taverne) che alle elezioni suppletive di Coventry North West del 1976.

## Monday Club
È stato un membro precoce e di lunga data (1968) del Conservative Monday Club, servendo in molti dei suoi comitati. È stato membro del consiglio esecutivo del club nel 1971, quando è diventato presidente del loro "Fondo d'azione". Nell'edizione primaverile del 1972 del Monday World contribuì con un articolo intitolato "The Club Today – Opportunities and Growing Pains". Successivamente è stato eletto presidente nazionale il 5 giugno successivo, combattendo le sfide del deputato Richard Body e Timothy Stroud. The Guardian e The Times hanno definito la sua elezione come "una vittoria di destra". All'assemblea generale annuale del club nell'aprile 1973 Guinness mantenne la presidenza per un altro anno, sconfiggendo George Kennedy Young per il 30% dei voti. A metà del 1974 fu invitato a rivolgersi agli studenti conservatori del Politecnico di Portsmouth, ma gli fu "impedito di entrare da un solido muro di manifestanti militanti che lanciavano insulti". Guinness era un sostenitore della Rhodesia e, con John Stokes e Lord Barnby, si rivolse a una riunione del Monday Club sulla questione nel 1974 a Caxton Hall.
Il 10 ottobre 1989, alla Conferenza del Partito Conservatore, ha presieduto una riunione a margine organizzata dal Young Monday Club, pubblicizzata come The End of the English? – Immigration and Repatriation. Gli altri oratori sono stati: i deputati Tim Janman and Nicholas Budgen.
Come presidente del Race Relations & Immigration Committee del club, lo stesso mese scrisse anche a tutti i membri del club; "C'è stata molta agitazione sconsiderata in seguito agli eventi in Cina, sollecitando il governo a modificare il British Nationality Act in modo da dare il diritto di residenza nel Regno Unito a più di tre milioni di persone di Hong Kong che detengono passaporti britannici. Al momento in cui scriviamo il governo è rimasto fermo su questo, ma è sotto pressione. Se non l'hai già fatto, scrivi al tuo deputato, ai tuoi giornali locali e nazionali o al Primo Ministro esprimendo sostegno alla posizione del governo. Ricorda, un passaporto non è un permesso di soggiorno, ma un documento di viaggio; e pensa al puro onere fisico di alloggiare e accogliere un improvviso afflusso di queste dimensioni."
È stato anche vicepresidente del club fino alla fine del 1990, quando è stato sostituito dal deputato Andrew Hunter.

## Trustor
Lord Moyne fu accusato di coinvolgimento in uno scandalo finanziario svedese. Il caso riguarda una società di investimento svedese ormai defunta, Trustor, di cui Lord Moyne fu nominato direttore di spicco. È stato affermato che Guinness fu coinvolto nella scomparsa di 50.000.000 di sterline dai conti di Trustor, 35.000.000 dei quali sono stati presto trovati sul conto bancario di Trustor AB: poiché non avevano mai lasciato la società. Guinness ha sostenuto di essere innocente di qualsiasi illecito, sostenendo di essere stato "ricucito". Nel corso del procedimento, le autorità svedesi sono riuscite a ottenere un provvedimento di congelamento sui pochi beni che gli erano rimasti. È stato dichiarato innocente dal tribunale svedese.

## Sostegno a Falun Gong
Lord Moyne ha parlato a sostegno del movimento Falun Gong in Cina da quando è stato bandito lì nel 1999, come riportato nella resocontazione parlamentare.

## Direttore del Guinness plc
Lord Moyne è stato amministratore non esecutivo dal 1960 al 1988 della società creata dalla sua famiglia. Il suo libro Requiem for a Family Business fornisce un resoconto di un insider non coinvolto degli sviluppi societari che hanno portato alla Guinness share-trading fraud.

## Vita personale e famiglia
Lord Moyne è stato sposato due volte ed ha otto figli.
Si sposò per la prima volta nel 1951, divorziando nel 1963, con Ingrid Wyndham, in seguito moglie di Lord Kelvedon, da cui ha avuto i seguenti figli:
1. The Honourable Catherine Ingrid Guinness (nata il 1 giugno 1952).[senza fonte]
2. The Honourable Jasper Jonathan Richard Guinness (9 marzo 1954 – 7 maggio 2011), sposato con due figlie.[senza fonte]
3. The Honourable Valentine Guy Bryan Guinness (nato il 9 March 1959), erede apparente alla baronia Moyne.[senza fonte]

Lord Moyne si è sposato per la seconda volta, nel 1964, con Suzanne Lisney (morta nel 2005 per un cancro ai polmoni), da cui ha avuto:
1. The Honourable Sebastian Walter Denis Guinness (nato nel 1964), sposato due volte senza figli.
2. The Honourable Daphne Suzannah Diana Guinness (nata nel 1967), socialite, che ha sposato nel 1987 (matrimonio dissolto nel 1999) Spyros Niarchos (nato nel 1955), da cui ha avuto tre figli.

Dalla sua amante Susan "Shoe" Taylor (1944–2003), Lord Moyne ha avuto i seguenti figli:
1. Diana Guinness (nata nel 1981)
2. Aster Guinness (nato nel 1984)
3. Thomas Guinness-Taylor (nato nel 1986)

Per evitare uno scandalo sulla relazione extraconiugale con la Taylor, Lord Moyne pubblicò Shoe – The Odyssey of a Sixties Survivor nel 1989. Il giornale The Sun pubblicò un articolo di due pagine con immagini intitolato Always a Mistress – Never the Bride il 6 luglio 1989.
Moyne e sua figlia Daphne avevano entrambi delle lettere pubblicate nella stessa edizione di The Daily Telegraph (16 agosto 2003) attaccando lo scrittore Andrew Roberts per le sue critiche sullo stesso giornale del 13 agosto 2003 alla madre di Jonathan, Lady Mosley, in seguito alla sua morte.
Il fratello minore di Lord Moyne, Desmond Guinness, è morto nell'agosto 2020.

## Ascendenza
|                                            |                                              |                                      | Genitori                            |  |  | Nonni |  |  | Bisnonni                           |  |  | Trisnonni                          |  |
|                                            |                                              |                                      |                                     |  |  |       |  |  | Edward Guinness, I conte di Iveagh |  |  | Benjamin Lee Guinness, I baronetto |  |
|                                            |                                              |                                      |                                     |  |  |       |  |  | Edward Guinness, I conte di Iveagh |  |  | Benjamin Lee Guinness, I baronetto |  |
|                                            |                                              | Elizabeth Guinness                   |                                     |  |  |       |  |  | Edward Guinness, I conte di Iveagh |  |  |                                    |  |
| Walter Guinness, I barone Moyne            |                                              |                                      |                                     |  |  |       |  |  | Edward Guinness, I conte di Iveagh |  |  |                                    |  |
|                                            |                                              | Adelaide Maria Guinness              | Richard Samuel Guinness             |  |  |       |  |  |                                    |  |  |                                    |  |
|                                            |                                              | Adelaide Maria Guinness              | Richard Samuel Guinness             |  |  |       |  |  |                                    |  |  |                                    |  |
|                                            |                                              | Adelaide Maria Guinness              | Katherine Frances Jenkinson         |  |  |       |  |  |                                    |  |  |                                    |  |
| Bryan Guinness, II barone Moyne            |                                              | Adelaide Maria Guinness              |                                     |  |  |       |  |  |                                    |  |  |                                    |  |
|                                            |                                              | Shipley Erskine, XIV conte di Buchan | David Erskine, XIII conte di Buchan |  |  |       |  |  |                                    |  |  |                                    |  |
|                                            |                                              | Shipley Erskine, XIV conte di Buchan | David Erskine, XIII conte di Buchan |  |  |       |  |  |                                    |  |  |                                    |  |
|                                            |                                              | Shipley Erskine, XIV conte di Buchan | Agnes Graham Smith                  |  |  |       |  |  |                                    |  |  |                                    |  |
| Evelyn Erskine                             |                                              | Shipley Erskine, XIV conte di Buchan |                                     |  |  |       |  |  |                                    |  |  |                                    |  |
|                                            |                                              | Rosalie Sartoris                     | Jules Sartoris                      |  |  |       |  |  |                                    |  |  |                                    |  |
|                                            |                                              | Rosalie Sartoris                     | Jules Sartoris                      |  |  |       |  |  |                                    |  |  |                                    |  |
|                                            |                                              | Rosalie Sartoris                     | Georgiana Lyster                    |  |  |       |  |  |                                    |  |  |                                    |  |
| Jonathan Guinness, III barone Moyne        |                                              | Rosalie Sartoris                     |                                     |  |  |       |  |  |                                    |  |  |                                    |  |
|                                            | Algernon Freeman-Mitford, I barone Redesdale | Henry Reveley Mitford                |                                     |  |  |       |  |  |                                    |  |  |                                    |  |
|                                            | Algernon Freeman-Mitford, I barone Redesdale | Henry Reveley Mitford                |                                     |  |  |       |  |  |                                    |  |  |                                    |  |
|                                            | Algernon Freeman-Mitford, I barone Redesdale | Georgiana Ashburnham                 |                                     |  |  |       |  |  |                                    |  |  |                                    |  |
| David Freeman-Mitford, II barone Redesdale | Algernon Freeman-Mitford, I barone Redesdale |                                      |                                     |  |  |       |  |  |                                    |  |  |                                    |  |
|                                            |                                              | Clementina Ogilvy                    | David Ogilvy, X conte di Airlie     |  |  |       |  |  |                                    |  |  |                                    |  |
|                                            |                                              | Clementina Ogilvy                    | David Ogilvy, X conte di Airlie     |  |  |       |  |  |                                    |  |  |                                    |  |
|                                            |                                              | Clementina Ogilvy                    | Henrietta Stanley                   |  |  |       |  |  |                                    |  |  |                                    |  |
| Diana Freeman-Mitford                      |                                              | Clementina Ogilvy                    |                                     |  |  |       |  |  |                                    |  |  |                                    |  |
|                                            |                                              | Thomas Gibson Bowles                 | Thomas Milner Gibson                |  |  |       |  |  |                                    |  |  |                                    |  |
|                                            |                                              | Thomas Gibson Bowles                 | Thomas Milner Gibson                |  |  |       |  |  |                                    |  |  |                                    |  |
|                                            |                                              | Thomas Gibson Bowles                 | Susannah Bowles                     |  |  |       |  |  |                                    |  |  |                                    |  |
| Sydney Bowles                              |                                              | Thomas Gibson Bowles                 |                                     |  |  |       |  |  |                                    |  |  |                                    |  |
|                                            |                                              | Jessica Evans-Gordon                 | Charles Evans-Gordon                |  |  |       |  |  |                                    |  |  |                                    |  |
|                                            |                                              | Jessica Evans-Gordon                 | Charles Evans-Gordon                |  |  |       |  |  |                                    |  |  |                                    |  |
|                                            |                                              | Jessica Evans-Gordon                 | Catherine Rose                      |  |  |       |  |  |                                    |  |  |                                    |  |
|                                            |                                              | Jessica Evans-Gordon                 |                                     |  |  |       |  |  |                                    |  |  |                                    |  |